# Ruben Severina
Ruben Severina (Curaçao, 1 maart 1956) is een Nederlands onderwijzer en bestuurder. Hij is actief in de belangenbehartiging van Antillianen en de erkenning van het Papiaments en het slavernijverleden.

## Biografie

### Curaçao
Ruben Severina studeerde op Curaçao op de pedagogische academie. Hij was actief voor de Stichting Jeugdcentrale en leidde daar in 1979 een discussieavond voor met onderwerpen over de veranderingen sinds 30 mei 1969 (Trinta di mei). Hij had de leiding over het blad Guia toen deze zich in 1980 ontwikkelde van een clubblad van Pietermaai tot een jeugdblad. Na zijn opleiding gaf hij twee jaar les op een lagere school in de wijk Koraal Specht en daarna op de Amador Nita Mavo voor de vakken Aardrijkskunde en Geschiedenis.
Hij hield zich bezig met verschillende sociale activiteiten. Hij was lid van het bestuur van de Jonge Wacht, van de onderwijsbond Sitek en van Fundashon Aporte (Stichting Bijdrage) die zich richtte op verbetering van de economie op Curaçao. Verder coördineerde hij de Komishon Konmemorashon (Herdenkingscommissie) die nastreefde om 17 augustus uit te roepen tot Dag van de herdenking van de bevrijding van het Curaçaose volk. Op deze dag vond in 1795 de grote Curaçaose slavenopstand plaats.

### Nederland
In 1989 vertrok hij naar Nederland, waar hij werk vond bij de gemeente Den Haag. Hij werkte rond 2016 bij het Werkgeversservicepunt Den Haag die werkgevers en werkzoekenden met elkaar in contact brengt.
In 1990 was hij medeoprichter van SPLIKA, dat een acroniem is voor Stimulá Papiamentu, Literatura i Informashon riba Kultura di Antianan abou (Stimuleren van het Papiaments, Literatuur en Informatie over de Cultuur van de Antilliaanse benedenwinden). Hij was een drijvende kracht achter de organisatie en belangrijk in het verwerven van erkenning van het Papiaments als minderheidstaal in het Koninkrijk der Nederlanden, zowel als voorzitter als op momenten dat hij deze rol niet had.
Al vroeg aan het begin was het hem opgevallen dat Antillianen en Arubanen zo weinig kennis hadden over hun positie in de samenleving en de kansen en uitdagingen die er voor hun lagen. Het stimuleerde hem om voor deze doelgroep activiteiten op te zetten om hier verbetering in te brengen. Dit leidde in 2000 tot de oprichting van MAAPP: Movimentu Antiano Arubano pa Promové Partisipashon (Antilliaans-Arubaanse Beweging voor de Bevordering van Participatie). Mede door de benadering van Severina werd deze organisatie een stem voor Antillianen en ook in praktische zin een gesprekspartner voor overheden, zowel landelijk als lokaal. Hij was hier voorzitter tot 2008.
Hij is verder actief geweest voor de vakgroep van het Papiaments bij de Vereniging Levende Talen, de beroepsvereniging voor taaldocenten, en van de Kerngroep Antilliaanse Gemeenschap. Hij was initiatiefnemer en voormalig vicevoorzitter van de commissie-Veeris die met succes de campagne Kriminalidat ta nos desgrasia lanceerde (vertaald: Criminaliteit is onze schande) en voorzitter van de Stichting Vrienden van Kerwin. Van 2008 tot 2010 was hij in Zoetermeer gemeenteraadslid voor de Partij van de Arbeid. Begin jaren 2020 is hij voorzitter van de Organisatie voor en door Caribische Nederlanders (OCAN).
Hij is sinds 2022 een van de leden, samen met onder meer Edgar Davids en Typhoon, van het Adviescollege Dialooggroep Slavernijverleden dat het debat aanzwengelt over het slavernijverleden van Nederland. Sinds 2022 heeft hij zitting in het bestuur van het Nationaal instituut Nederlands slavernijverleden en erfenis (NiNsee).

## Onderscheidingen
- 2009: MAAPP-award Mi ta yuda[10]
- 2016: Ridder in de Orde van Oranje-Nassau[11]